# Jaime Gil de Biedma
Jaime Gil de Biedma y Alba est un poète espagnol, né à Barcelone le 13 novembre 1929 et mort dans la même ville le 8 janvier 1990. 
C'est un des auteurs parmi les plus significatifs des années 1950 dans son pays, et fait partie, avec d'autres intellectuels espagnols des années 1960, de la Gauche divine.

## Biographie
Né en 1929 au sein d'une famille de la haute bourgeoisie castillane, son père se rend à Barcelone pour travailler pour la Compagnie de Tabac des Philippines. Aujourd'hui on peut visiter ce qui fut alors son bureau à l'Hotel 1898 sur La Rambla de Barcelone.
Gil de Biedma fait des études de Droit à Barcelone et à Salamanque, où il obtient une licence. Sa poésie évolue de ses premiers poèmes intimistes de Las afueras au compromis social de Compañeros de viaje. C'est à la fois une poésie qui évite constamment le surréalisme et qui recherche la contemporanéité et la rationalité à tout prix à travers un langage parlé, bien que dénué de toute référence inutile. Véritable représentant d'une «double vie», Biedma a des activités patronales (son père l'introduisit dans le commerce familial du tabac) en même temps qu'il flirte intellectuellement avec le marxisme et que sa vie intérieure se trouve totalement marquée par son homosexualité, circonstance qui, au sein de son profond pessimisme, va le conduire à vivre à l'extrême toute une série d'expériences intimes autodestructrices.
Si jusqu'alors il avait été un grand lecteur de poésie française, en particulier de Charles Baudelaire, en 1953 il part vivre à Oxford, ce qui le met en contact avec la poésie anglo-saxonne de l'époque, fait qui exercera l'influence la plus déterminante sur son œuvre postérieure. À partir de 1955 il travaille dans l'entreprise familiale de tabac. En 1959 il publie Compañeros de viaje, qui conjointement à Moralités (1966) constitue la partie la plus sociale de sa poésie, avec des passages empreints de dénonciation politique où il évoque l'hypocrisie bourgeoise, la misère qu'entraîne le système capitaliste, l'oppression du peuple par l'Espagne franquiste et la discrimination de la femme.
En 1965 apparaît A favor de Venus, un recueil de poèmes d'amour empreints d'érotisme, et en 1968 enfin, il publie Poemas póstumos. À partir de ce moment, Biedma publiera divers poèmes dans des revues littéraires, ainsi que des mémoires : Diario de un artista seriamente enfermo.
En 1974, Biedma souffre une crise qui l'oblige à abandonner la vie littéraire et il s'enferme dans un nihilisme inébranlable. Le déterminisme d'une société incapable de changer son histoire et le conformisme et désenchantement qui imprègnent le monde intellectuel de gauche après la transition à la démocratie le conduisent au désespoir. Il échoue dans ses efforts pour survivre à l'apathie du conformisme bourgeois auquel il n'arrive pas à échapper. Ceci le conduit à abandonner presque toute production littéraire jusqu'à sa mort causée par le sida en janvier 1990, auprès de son dernier compagnon, l'acteur Josep Madern. Ses restes furent incinérés et enterrés au mausolée familial de Nava de la Asunción (Segovia) où il passa de longs séjours (la période de la Guerre Civile incluse) et où il écrivit nombre de ses poèmes.
Figure marquante de l'École de Barcelone, il y fréquenta Gabriel Ferrater, Carlos Barral, probablement le plus solide de tous, et Juan Marsé, qui n'appartient pas strictement à cette génération, et il échangea des lettres avec un de ses modèles, le poète de la Génération de 27, Luis Cernuda. Dans son œuvre poétique il eut recours au langage parlé et à l'ironie pour souligner les thèmes sociaux et existentiels et même si celle-ci n'est pas très ample (il préféra toujours la qualité à la quantité), on la considère comme une des plus intéressantes de sa génération, celle de ceux que l'on nomme les poètes sociaux de l'Espagne des années 1950. Il écrivit également quelques essais littéraires.
Deux de ses nièces sont connues dans le monde de l'art et de la politique, d'une part Ouka Leele (Barbara Allende y Gil de Biedma), une des photographes les plus internationales d'Espagne et artiste très représentative de la Movida madrileña, et d'autre part Esperanza Aguirre (Esperanza Aguirre y Gil de Biedma), ancienne présidente de la Communauté de Madrid et antérieurement, présidente du Sénat et ministre de l'Éducation.
Depuis 1990 à Ségovie, on remet des prix de poésie dédiés à sa mémoire (Prix de Poésie Gil de Biedma).

## Œuvre
- Versos a Carlos Barral (1952)
- Según sentencia del tiempo (1953).
- Compañeros de viaje (Barcelona: Joaquín Horta, 1959).
- En favor de Venus (1965)
- Moralidades (1966)
- Poemas póstumos (1968)
- Colección particular (Seix Barral,1969)
- Diario del artista seriamente enfermo (1974), mémoires.
- El pie de la letra: Ensayos 1955-1979 (1980), Crítica, Barcelona
- Antología poética (1981) Alianza
- Las personas del verbo (1982), Seix Barral, Barcelona

### En traduction française
- Jaime Gil de Biedma, Un corps est le meilleur ami de l'homme, traduction de William Cliff, Le Rocher 2001, coll. Anatolia

## Films
La biographie du poète écrite par Miguel Dalmau a été adaptée au cinéma par le réalisateur Sigfrid Monleón en 2009 dans le film espagnol El cónsul de Sodoma. Jordi Mollà y interprète Gil de Biedma.